# アカプルコの海
『アカプルコの海』（原題：Fun in Acapulco）は、1963年に公開されたアメリカ合衆国の映画。監督はリチャード・ソープ。エルヴィス・プレスリーとウルスラ・アンドレスが主演した。
この映画は、ビートルマニア（ビートルズの熱狂的ファン）が多くみられるようになる直前のプレスリー主演作品といわれ、同年に最も売れ行きの良いミュージカル映画であった。

## キャスト

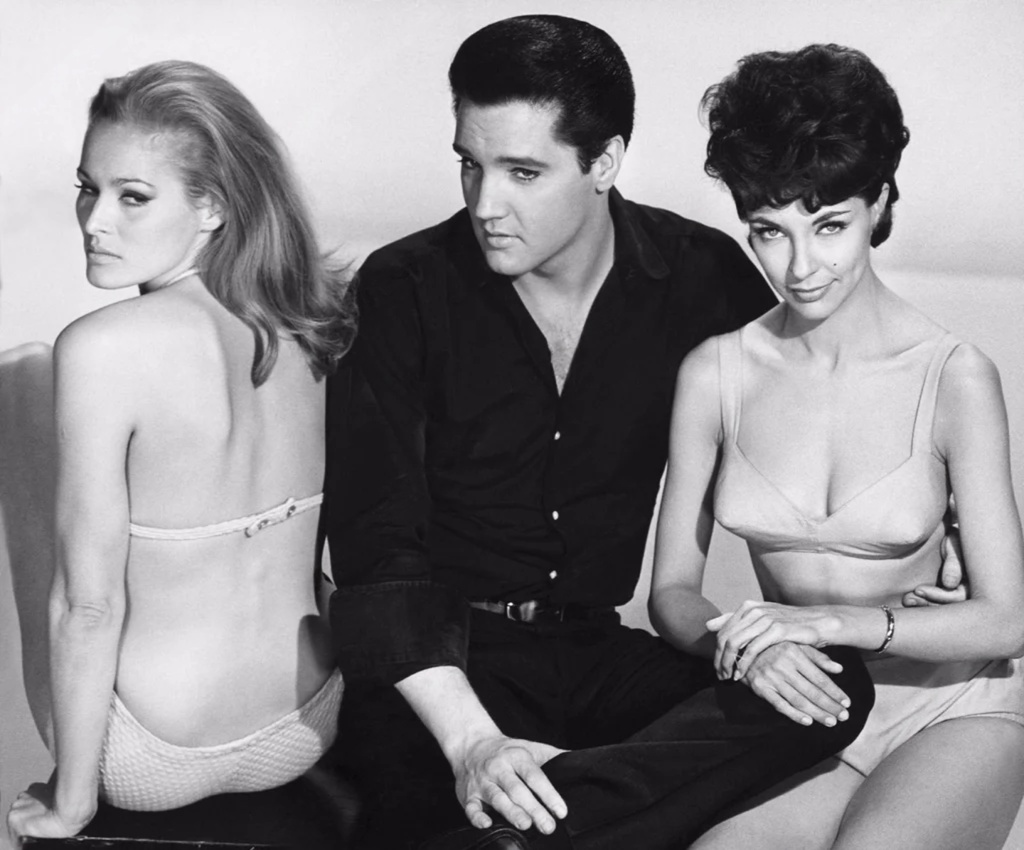
ウルスラ・アンドレス、エルヴィス・プレスリー、エルザ・カルデナス

※括弧内は日本語吹替（初回放送1973年7月4日『水曜ロードショー』）
- マイク・ウィンドグレン：エルヴィス・プレスリー（津嘉山正種）
- マルガリータ・ドーフィン：ウルスラ・アンドレス（小原乃梨子）
- ドロレス・ゴメス：エルザ・カルデナス（弥永和子）
- マクシミリアン・ドーフィン：ポール・ルーカス
- エキストラ出演：テリー・ガー